# Recheio

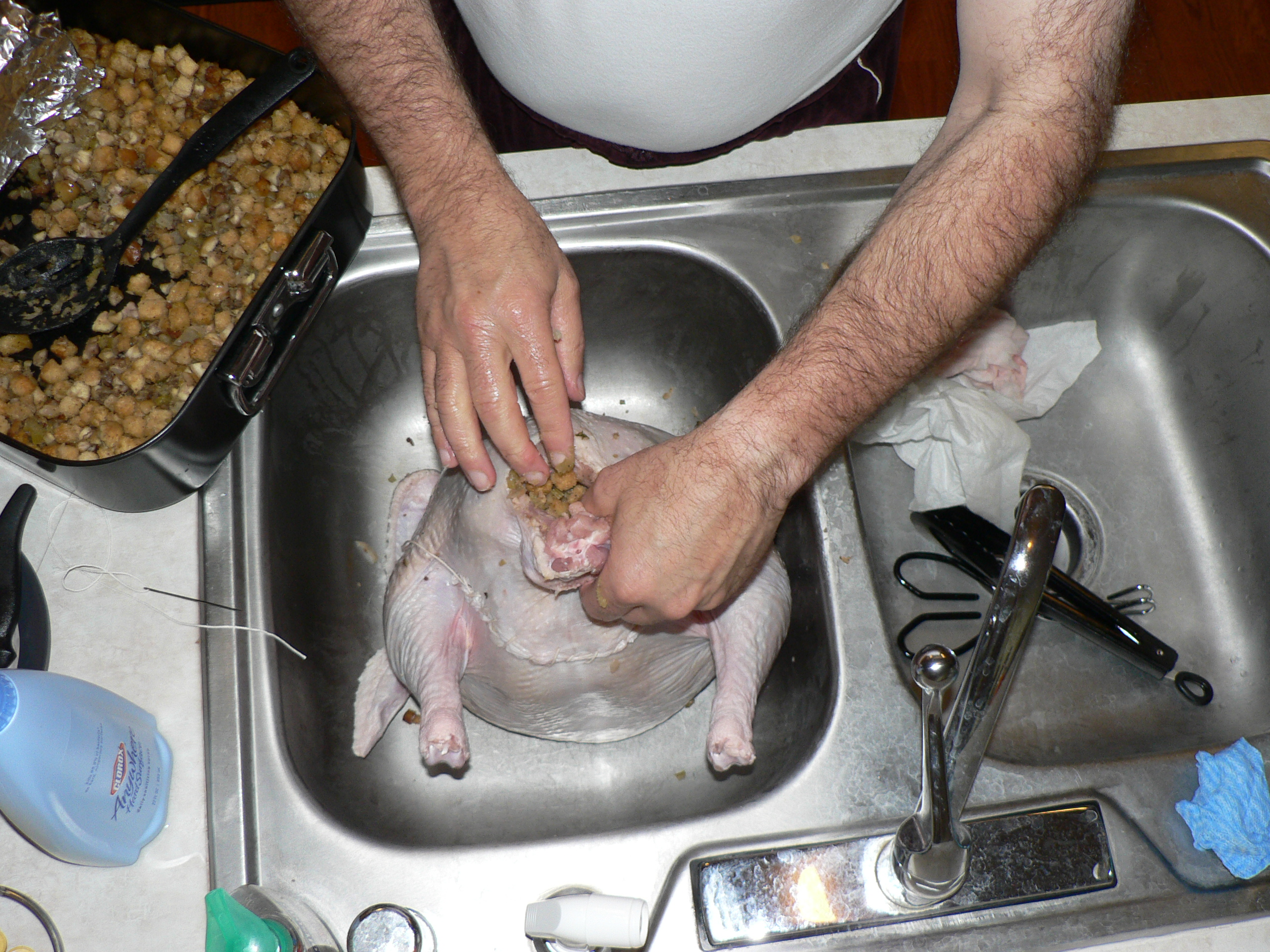
Recheando um peru.

Em culinária, recheio é uma preparação que se coloca na cavidade de um animal (como aves), vegetal (como pimentão ou beringela), ou ainda pastel ou empadão, antes de serem cozinhados; também pode ser usado em bolos, já depois destes cozidos. 

## História
As primeiras receitas de recheios são atribuídas a Apício, um gastrónomo romano que viveu nos reinados de Augusto e Tibério (século I). Sua obra De Re Coquinaria foi tornada pública no século IV; nessa obra, encontram-se receitas de galinha, lebre, porco e outros animais recheados com vegetais, ervas, nozes, espelta (o antepassado do trigo), fígado, ou mioleira. 